# OFC Russel Gabčíkovo
OFC Russel Gabčíkovo (celým názvem: Obecný futbalový club Russel Gabčíkovo) byl slovenský fotbalový klub se sídlem ve městě Gabčíkovo na jihozápadě země. Založen byl v roce 1923, klubové barvy byly modrá a bílá. Své domácí zápasy odehrával na stadionu Gabčíkovo s kapacitou 1 000 míst.
Vlastníkem klubu byl podnikatel v potravinářském průmyslu Győrgy Csőrgő. V roce 2016 nechal Csőrgő odhlásit Gabčíkovo ze všech soutěží a fakticky poté rozhodl o jeho zániku vytvořením nového klubu ŠK 1923 Gabčíkovo ze seniorského týmu seneckého ŠK.
V sezóně 2015/16 působil ve třetí fotbalové lize, sk. Západ.

## Historické názvy
Zdroj: 
- 1923 – založení
- Gabčíkovský ŠK (Gabčíkovský športový klub)
- 1961 – TJ Družstevník Gabčíkovo (Telovýchovná jednota Družstevník Gabčíkovo)
- 1982 – TJ ŠM Gabčíkovo (Telovýchovná jednota Štátneho majetku Gabčíkovo)
- TJ OFC Gabčíkovo (Telovýchovná jednota OFC Gabčíkovo)
- 2013 – OFC Russel Gabčíkovo (Obecný futbalový club Russel Gabčíkovo)
- 2016 – zánik

## Umístění v jednotlivých sezonách
Stručný přehled
Zdroj: 
- 1976–1979: I. B trieda ZsFZ – sk. Jih
- 1979–1981: I. A trieda ZsFZ – sk. Jihozápad
- 1981–1982: I. A trieda ZsFZ – sk. Jihovýchod
- 1982–1983: I. A trieda ZsFZ – sk. Jihozápad
- 1983–1985: Divize – sk. Západ (Jihovýchod)
- 1987–1989: I. A trieda ZsFZ – sk. Jihovýchod
- 1989–1991: Divize – sk. Západ
- 1991–1993: 2. SNFL – sk. Západ
- 1993–1998: 2. liga
- 1998–1999: 3. liga – sk. Západ
- 1999–2001: 4. liga ZsFZ – sk. Trnava
- 2001–2002: 4. liga ZsFZ – sk. Jihovýchod
- 2012–2013: Majstrovstvá regiónu ZsFZ
- 2013–2014: 3. liga ZsFZ
- 2014–2016: 3. liga – sk. Západ

Jednotlivé ročníky
Zdroj: 
Legenda: Z – zápasy, V – výhry, R – remízy, P – porážky, VG – vstřelené góly, OG – obdržené góly, +/- – rozdíl skóre, B – body, červené podbarvení – sestup, zelené podbarvení – postup, fialové podbarvení – reorganizace, změna skupiny či soutěže
| Československo (1976 – 1993) |                                   |        |                                                             |                                                             |                                                             |                                                             |                                                             |                                                             |                                                             |                                                             |        |
| Sezóny                       | Liga                              | Úroveň | Z                                                           | V                                                           | R                                                           | P                                                           | VG                                                          | OG                                                          | +/-                                                         | B                                                           | Pozice |
| 1976/77                      | I. B trieda ZsFZ – sk. Jih        | 7      | 30                                                          | 13                                                          | 5                                                           | 12                                                          | 57                                                          | 45                                                          | +12                                                         | 31                                                          | 4.     |
| 1977/78                      | I. B trieda ZsFZ – sk. Jih        | 6      | 30                                                          | 13                                                          | 3                                                           | 14                                                          | 48                                                          | 56                                                          | -8                                                          | 29                                                          | 11.    |
| 1978/79                      | I. B trieda ZsFZ – sk. Jih        | 6      | 30                                                          | 17                                                          | 4                                                           | 9                                                           | 63                                                          | 25                                                          | +38                                                         | 38                                                          | 1.     |
| 1979/80                      | I. A trieda ZsFZ – sk. Jihozápad  | 5      | 30                                                          | 12                                                          | 6                                                           | 12                                                          | 35                                                          | 53                                                          | -18                                                         | 30                                                          | 10.    |
| 1980/81                      | I. A trieda ZsFZ – sk. Jihozápad  | 5      | 30                                                          | 14                                                          | 4                                                           | 12                                                          | 47                                                          | 45                                                          | +2                                                          | 32                                                          | 5.     |
| 1981/82                      | I. A trieda ZsFZ – sk. Jihovýchod | 5      | 30                                                          | 14                                                          | 4                                                           | 12                                                          | 60                                                          | 47                                                          | +13                                                         | 32                                                          | 4.     |
| 1982/83                      | I. A trieda ZsFZ – sk. Jihozápad  | 5      | 30                                                          | 15                                                          | 3                                                           | 12                                                          | 60                                                          | 45                                                          | +15                                                         | 33                                                          | 5.     |
| 1983/84                      | Divize – sk. Západ (Jihovýchod)   | 4      | 26                                                          | 12                                                          | 4                                                           | 10                                                          | 40                                                          | 30                                                          | +10                                                         | 28                                                          | 3.     |
| 1984/85                      | Divize – sk. Západ (Jihovýchod)   | 4      | 26                                                          | 8                                                           | 7                                                           | 11                                                          | 38                                                          | 30                                                          | +8                                                          | 23                                                          | 11.    |
| …                            |                                   |        |                                                             |                                                             |                                                             |                                                             |                                                             |                                                             |                                                             |                                                             |        |
| 1987/88                      | I. A trieda ZsFZ – sk. Jihovýchod | 5      | 30                                                          | 19                                                          | 5                                                           | 6                                                           | 83                                                          | 34                                                          | +49                                                         | 43                                                          | 2.     |
| 1988/89                      | I. A trieda ZsFZ – sk. Jihovýchod | 5      | 30                                                          | 21                                                          | 3                                                           | 6                                                           | 100                                                         | 32                                                          | +68                                                         | 45                                                          | 1.     |
| 1989/90                      | Divize – sk. Západ                | 4      | 30                                                          | 14                                                          | 5                                                           | 11                                                          | 78                                                          | 57                                                          | +21                                                         | 33                                                          | 4.     |
| 1990/91                      | Divize – sk. Západ                | 4      | 30                                                          | 17                                                          | 5                                                           | 8                                                           | 62                                                          | 30                                                          | +32                                                         | 39                                                          | 1.     |
| 1991/92                      | 2. SNFL – sk. Západ               | 3      | 30                                                          | 11                                                          | 4                                                           | 15                                                          | 45                                                          | 44                                                          | +1                                                          | 26                                                          | 12.    |
| 1992/93                      | 2. SNFL – sk. Západ               | 3      | 30                                                          | 19                                                          | 5                                                           | 6                                                           | 64                                                          | 24                                                          | +40                                                         | 43                                                          | 1.     |
| Slovensko (1993 – 2016)      |                                   |        |                                                             |                                                             |                                                             |                                                             |                                                             |                                                             |                                                             |                                                             |        |
| Sezóny                       | Liga                              | Úroveň | Z                                                           | V                                                           | R                                                           | P                                                           | VG                                                          | OG                                                          | +/-                                                         | B                                                           | Pozice |
| 1993/94                      | 2. liga                           | 2      | 30                                                          | 14                                                          | 4                                                           | 12                                                          | 44                                                          | 44                                                          | 0                                                           | 32                                                          | 6.     |
| 1994/95                      | 2. liga                           | 2      | 30                                                          | 15                                                          | 5                                                           | 10                                                          | 53                                                          | 38                                                          | +15                                                         | 50                                                          | 4.     |
| 1995/96                      | 2. liga                           | 2      | 30                                                          | 8                                                           | 9                                                           | 13                                                          | 36                                                          | 42                                                          | -6                                                          | 33                                                          | 13.    |
| 1996/97                      | 2. liga                           | 2      | 34                                                          | 13                                                          | 8                                                           | 13                                                          | 47                                                          | 41                                                          | +6                                                          | 47                                                          | 11.    |
| 1997/98                      | 2. liga                           | 2      | 34                                                          | 11                                                          | 6                                                           | 17                                                          | 41                                                          | 61                                                          | -20                                                         | 39                                                          | 16.    |
| 1998/99                      | 3. liga – sk. Západ               | 3      | …                                                           | …                                                           | …                                                           | …                                                           | …                                                           | …                                                           | …                                                           | …                                                           |        |
| 1999/00                      | 4. liga ZsFZ – sk. Trnava         | 4      | 30                                                          | 14                                                          | 6                                                           | 10                                                          | 55                                                          | 41                                                          | +14                                                         | 48                                                          | 5.     |
| 2000/01                      | 4. liga ZsFZ – sk. Trnava         | 4      | …                                                           | …                                                           | …                                                           | …                                                           | …                                                           | …                                                           | …                                                           | …                                                           |        |
| 2001/02                      | 4. liga ZsFZ – sk. Jihovýchod     | 4      | 30                                                          | 14                                                          | 4                                                           | 12                                                          | 45                                                          | 44                                                          | +1                                                          | 46                                                          | 8.     |
| …                            |                                   |        |                                                             |                                                             |                                                             |                                                             |                                                             |                                                             |                                                             |                                                             |        |
| 2012/13                      | Majstrovstvá regiónu ZsFZ         | 4      | 27                                                          | 13                                                          | 7                                                           | 7                                                           | 40                                                          | 29                                                          | +11                                                         | 46                                                          | 4.     |
| 2013/14                      | 3. liga ZsFZ                      | 4      | 30                                                          | 19                                                          | 7                                                           | 4                                                           | 79                                                          | 29                                                          | +50                                                         | 64                                                          | 3.     |
| 2014/15                      | 3. liga – sk. Západ               | 3      | 32                                                          | 16                                                          | 10                                                          | 6                                                           | 63                                                          | 30                                                          | +33                                                         | 58                                                          | 3.     |
| 2015/16                      | 3. liga – sk. Západ               | 3      | Klub se odhlásil v průběhu sezóny, výsledky byly anulovány. | Klub se odhlásil v průběhu sezóny, výsledky byly anulovány. | Klub se odhlásil v průběhu sezóny, výsledky byly anulovány. | Klub se odhlásil v průběhu sezóny, výsledky byly anulovány. | Klub se odhlásil v průběhu sezóny, výsledky byly anulovány. | Klub se odhlásil v průběhu sezóny, výsledky byly anulovány. | Klub se odhlásil v průběhu sezóny, výsledky byly anulovány. | Klub se odhlásil v průběhu sezóny, výsledky byly anulovány. | 18.    |